# Варто
Варто (тур. Varto, з.-арм. Վարդօ, Վարդո, курд. Gimgim) — город и район в провинции Муш. Население составляет 10 914 человека (2022).

## История
Территория Вардо в 1555 году по договору в Амасие перешла под протекторат Османской империи. В конце XIX века в Вардо проживало около 11 000 армян. Восемь церквей, три монастыря и пять школ удовлетворяли их духовные потребности. Во время Геноцида армян коренное население города было истреблено. 

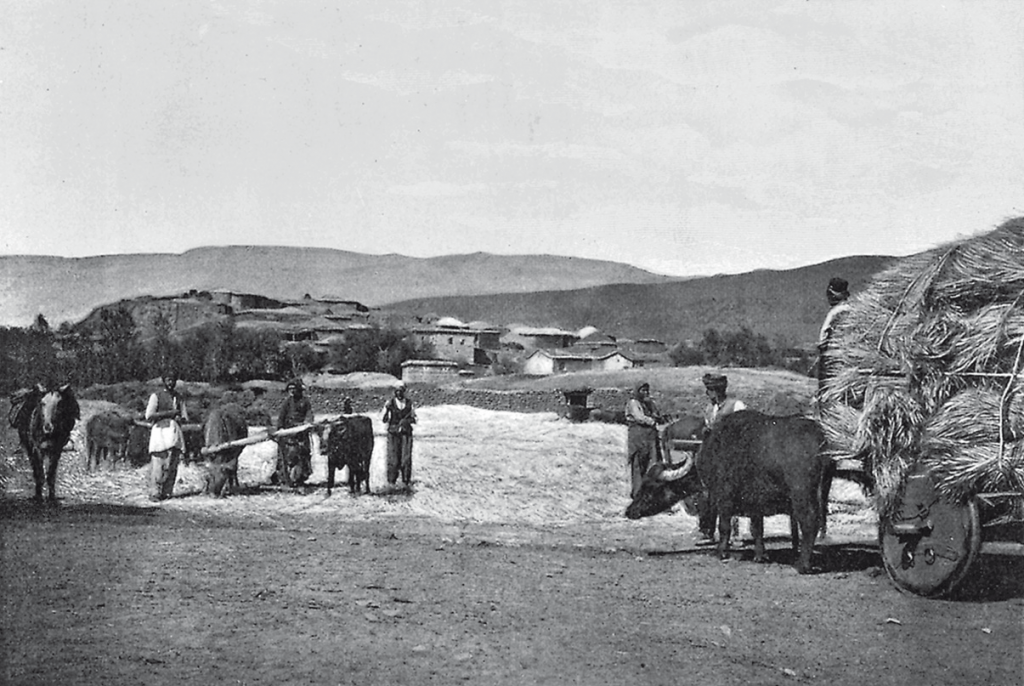
"Армянская деревня Вардо" - Гарри Финнис Блосс Линч, Лондон, 1901

## География
Район Варто окружен горами Бингель с севера и Шерафеттин с юга. Озера Акдоган (арм. Համուրպետ) расположены к востоку от районного центра. Высота над уровнем моря превышает 3000 метров в горах Бингель на севере районного центра и 2300 метров в горах Акдоган и Шерафеттин.

## Демография
До османского владычества регион был почти исключительно армянским. Затем он стал разнообразным в этническом и религиозном отношении. В 1891 году, по данным журнала Vital Cuinet, население составляло 16 994 человека: 9 000 мусульман и 7 994 армянина. Мусульманами были в основном курды и черкесы-мухаджиры. Накануне Первой мировой войны Константинопольский Армянский патриархат насчитывал 4649 армян во всей Казе, с семью церквями, тремя монастырями и четырьмя школами.
Согласно переписи населения в Турции 1927 года, все 9 822 жителя района Варто были мусульманами.
| Турецкий | Арабский | Курдский | Черкесский | Другой |
| -------- | -------- | -------- | ---------- | ------ |
| 731      | 1        | 8,774    | 2          | 314    |